# خوسه گویتی
خوسه گویتی (اسپانیایی: José Güity‎؛ زادهٔ ۱۹ مهٔ ۱۹۸۵) بازیکن فوتبال اهل هندوراس است.
از باشگاه‌هایی که در آن بازی کرده است می‌توان به باشگاه ورزشی هردیانو و باشگاه فوتبال شانگهای گرینلند شنهوآ اشاره کرد.
وی همچنین در تیم ملی فوتبال زیر ۲۳ سال هندوراس بازی کرده است.